# Richard Rosenberg
Richard Rosenberg (* 5. März 1894 in Frankfurt am Main; † 12. Oktober 1987 in Stans) war ein deutscher Komponist, Musiktheoretiker, Musikpublizist, Dirigent, Pianist und Jurist jüdischer Abstammung.

## Ausbildung
Bereits während der Gymnasialzeit studierte Rosenberg am Hoch’schen Konservatorium in Frankfurt Musik (Klavier, Violine sowie Komposition bei Bernhard Sekles). Auf Verlangen des Vaters absolvierte er aber vorerst eine Ausbildung in Rechtswissenschaft an den Universitäten München und Marburg. 1914 meldete er sich als Kriegsfreiwilliger beim Militär. Nach verschiedenen Lazarettaufenthalten kehrte er vier Jahre später an die juristische Abteilung der Universität Frankfurt zurück. Während er als Dr. jur. mit einer Arbeit „Über das altruistische Motiv im Strafrecht“ promovierte, trat er gleichzeitig mit ersten Kompositionen an die Öffentlichkeit. Nun durfte er seiner inneren Berufung Folge leisten und bei Waldemar von Baußnern am Hoch’schen Konservatorium in Frankfurt Komposition studieren.

## Musikalisches Schaffen
Erste Verpflichtungen als Dirigent und Korrepetitor in Mainz (1922) und Oberhausen (1924) boten gleichzeitig die Möglichkeit, eigene Orchesterwerke aufzuführen (u. a. Schauspielmusik, Pantomimen). Höhepunkte seiner Komponistenkarriere bildeten die Uraufführungen seiner beiden Opern, 1926 Der Geiger von Gmünd in Dortmund und 1929 Liebesspiel in Aachen. Mit publizistischen Tätigkeiten bei der Frankfurter Zeitung kompensierte er in der Folge erste künstlerische Krisen.
Im März 1938, nach Entzug der Arbeitsbewilligung durch das Hitlerregime, floh Rosenberg über Italien (Cannobio) in die Schweiz nach Hergiswil (NW). Seine Frau Paula, geborene Lind, mit der er seit 1925 verheiratet war, musste in Frankfurt a. M. bleiben und wurde am 11. November 1941 nach Minsk deportiert und dort ermordet.
Rosenberg lebte 50 lange Jahre in der Schweiz in größter Zurückgezogenheit und widmete sich vor allem der Komposition von Chor-, Kammer- und Blasmusik. Seine langjährigen Erfahrungen als Musikrezensent der Frankfurter Zeitung kamen nun dem Luzerner Tagblatt zugute. Daneben publizierte er musiktheoretische Abhandlungen zu den Klaviersonaten von Beethoven (1957) und Mozart (1972).

## Werke
Rosenbergs Œuvre mit ca. 70 Kompositionen spannt sich von der Oper über Chor-, Orchester- und Kammermusik bis hin zu Blasmusik. Seine Werke, im Stil eines romantischen Klassizismus gehalten, bestechen durch reiche polyphone Schreibweise, melodisch weiche Tonmalereien und frische scherzohafte Einfälle.

## Nachlass
Die Stiftung Richard Rosenberg mit Sitz in Stans widmet sich der Förderung der Musik von Rosenberg und der Luzerner Musikkultur ganz allgemein. Sie leitet das CD-Projekt Musik in Luzern, eine klingende Musikgeschichte des Kantons Luzern (Verlag VDE-GALLO, Denezey). Ein Teilnachlass ist im Stadtarchiv Schwäbisch Gmünd überliefert.

## Drucke
- Musik für Streicher (RRW 10), Amadeus Verlag Winterthur, BP 1098
- Konzert für Violoncello und Orchester (RRW 46) im Eigenverlag, Eidgenössische Notenbibliothek Bern, Nr. 83/329

## Diskografie
- Zwei Nummern aus der Oper Liebesspiel (RRW 32, zweite Fassung 1940/1), Württembergische Philharmonie Reutlingen, 1984, SWR Nr. 27213).
- Vorspiel zur Oper Der Geiger von Gmünd (RRW 25, zweite Fassung 1936), Württembergische Philharmonie Reutlingen (1978, SWR Nr. 01-25640).
- Konzert für Violoncello und Orchester (RRW 46, 1942), Württembergische Philharmonie Reutlingen (1982, SWR Nr. 01 28838).
- Musik für Streicher (RRW 10. zweite Fassung 1968), Festival Strings Lucerne, in: Musik in Luzern, Musik für Streichorchester (VDE-Gallo CD-727).
- Sieben vormärzliche Walzer für Klavier solo (RRW 57, 1948), Patrizio Mazzola (Kl)(Magnon Recording Stans PN2717).
- Sieben vormärzliche Walzer für zwei Klaviere (RRW 57, 1948), Yvonne Lang und Eckehard Schubert (2Kle). In: Musik in Luzern, Musik für zwei Klaviere (VDE-Gallo CD-1010/1).

## Publikationen (Auswahl)
- Das altruistische Motiv im Strafrecht. In: Zeitschrift für die gesamte Strafrechtswissenschaft (ZStW). Bd. 42. Berlin 1921.
- Die Klaviersonaten Ludwig van Beethovens. Studien über Form und Vortrag (2 Bde.), Urs Graf Verlag, Olten/Lausanne 1957.
- Die Klaviersonaten Mozarts, Gestalt- und Stilanalyse. Friedrich Hofmeister Musikverlag, Hofheim am Taunus 1972.

## Dokumentation
- Richard Rosenberg (1894–1987). Sein Leben – sein Werk. His Life – His work. Inkl. Demo-CD; mit Beitr. von Ernst Lichtenhahn, Katrin Dubach, Fritz Schaub, Urs Peter Zelger und Ernst Minder, TRE/Media-Verlag, Karlsruhe 2009, ISBN 978-3-937087-02-3.
- Porträts und Besprechungen in verschiedenen Lexiken (z. B. Schweizer Lexikon 91, Verlag Mengis & Ziehr) und Fachzeitschriften (z. B. Zeitschrift für Musik, 113. Jg., Heft 6, oder Die Tonkunst, Leipzig 2011).